# Liste des sites mégalithiques de Cornouailles
Cette liste non exhaustive recense les principaux sites mégalithiques en Cornouailles.

## Cartographie
Localisation des principaux sites mégalithiques de Cornouailles
| : Complexes mégalithiques · : Alignements, henges, cromlechs · : Dolmens, menhirs, tumulus, cairns · |

## Liste
| Site                              | Type                | Autorité     | Notes          | Coordonnées                 | Image |
| --------------------------------- | ------------------- | ------------ | -------------- | --------------------------- | ----- |
| Ballowall Barrow (en)             | Cairn               | Cornouailles |                | 50° 07′ 20″ N, 5° 42′ 05″ O |       |
| Bant's Carn (en)                  | Entrance grave (en) | Îles Scilly  |                | 49° 55′ 51″ N, 6° 18′ 27″ O |       |
| Boscawen-Un                       | Cromlech            | Cornouailles |                | 50° 05′ 12″ N, 5° 35′ 29″ O |       |
| Bosiliack (de)                    | Entrance grave (en) | Cornouailles |                | 50° 09′ 08″ N, 5° 35′ 51″ O |       |
| Cromlech de Boskednan (en)        | Henge               | Cornouailles |                | 50° 09′ 38″ N, 5° 35′ 37″ O |       |
| Bosporthennis Quoit (de)          | Dolmen              | Cornouailles |                | 50° 10′ 23″ N, 5° 35′ 32″ O |       |
| Menhir de Boswens (en)            | Menhir              | Cornouailles |                | 50° 08′ 21″ N, 5° 38′ 24″ O |       |
| Brane Barrow (en)                 | Cairn               | Cornouailles |                | 50° 05′ 48″ N, 5° 38′ 06″ O |       |
| Cairn de Brown Willy              | Cairn               | Cornouailles |                | 50° 35′ 20″ N, 4° 36′ 08″ O |       |
| Dolmen de Buzza Hill (de)         | Dolmen              | Îles Scilly  |                | 49° 54′ 48″ N, 6° 18′ 41″ O |       |
| Carwynnen Quoit (en)              | Dolmen              | Cornouailles |                | 50° 11′ 18″ N, 5° 17′ 38″ O |       |
| Chapel Carn Brea (de)             | Entrance grave (en) | Cornouailles |                | 50° 05′ 42″ N, 5° 39′ 23″ O |       |
| Chûn Quoit                        | Dolmen              | Cornouailles |                | 50° 08′ 55″ N, 5° 38′ 16″ O |       |
| Cromlech de Craddock Moor (en)    | Cromlech            | Cornouailles |                | 50° 31′ 12″ N, 4° 28′ 18″ O |       |
| Devil's Quoit (de)                | Dolmen              | Cornouailles |                | 50° 25′ 14″ N, 4° 55′ 29″ O |       |
| Cromlech de Duloe (en)            | Cromlech            | Cornouailles |                | 50° 23′ 53″ N, 4° 29′ 01″ O |       |
| Cromlechs d'Emblance Downss (en)  | Cromlech            | Cornouailles | Deux cromlechs | 50° 34′ 03″ N, 4° 38′ 06″ O |       |
| Cromlech de Fernacre (en)         | Cromlech            | Cornouailles |                | 50° 35′ 24″ N, 4° 37′ 21″ O |       |
| Cromlech de Goodaver (en)         | Cromlech            | Cornouailles |                | 50° 32′ 55″ N, 4° 31′ 48″ O |       |
| Les Hurlers                       | Henge               | Cornouailles |                | 50° 30′ 48″ N, 4° 25′ 51″ O |       |
| Innisidgen (en)                   | Entrance grave (en) | Îles Scilly  |                | 49° 56′ 06″ N, 6° 17′ 30″ O |       |
| Kittern Hill (de)                 | Entrance grave (en) | Îles Scilly  |                | 49° 53′ 48″ N, 6° 20′ 04″ O |       |
| Lanyon Quoit (en)                 | Dolmen              | Cornouailles |                | 50° 08′ 51″ N, 5° 35′ 57″ O |       |
| Cromlech de Leaze (en)            | Cromlech            | Cornouailles |                | 50° 33′ 56″ N, 4° 37′ 57″ O |       |
| Mên-an-Tol                        | Pierre percée       | Cornouailles |                | 50° 09′ 19″ N, 5° 34′ 37″ O |       |
| The Merry Maidens (en)            | Cromlech            | Cornouailles |                | 50° 03′ 54″ N, 5° 35′ 23″ O |       |
| Mulfra Quoit (en)                 | Dolmen              | Cornouailles |                | 50° 09′ 48″ N, 5° 34′ 11″ O |       |
| Nine Maidens (en)                 | Cromlech            | Cornouailles |                | 50° 28′ 18″ N, 4° 54′ 34″ O |       |
| Nine Stones (en)                  | Cromlech            | Cornouailles |                | 50° 34′ 35″ N, 4° 29′ 33″ O |       |
| Obadiah's Barrow (en)             | Entrance grave (en) | Îles Scilly  |                | 49° 53′ 44″ N, 6° 20′ 05″ O |       |
| Old Man of Gugh (de)              | Menhir              | Îles Scilly  |                | 49° 53′ 44″ N, 6° 19′ 53″ O |       |
| Pawton Quoit (en)                 | Dolmen              | Cornouailles |                | 50° 29′ 28″ N, 4° 52′ 11″ O |       |
| The Pipers                        | Menhirs             | Cornouailles | Deux menhirs   | 50° 30′ 56″ N, 4° 27′ 36″ O |       |
| The Pipers (en)                   | Menhirs             | Cornouailles | Deux menhirs   | 50° 04′ 06″ N, 5° 35′ 06″ O |       |
| Sperris Quoit (en)                | Dolmen              | Cornouailles |                | 50° 11′ 25″ N, 5° 32′ 41″ O |       |
| Monolithe de St Breock Downs (en) | Menhir              | Cornouailles |                | 50° 28′ 46″ N, 4° 51′ 56″ O |       |
| Cromlech de Stannon (en)          | Cromlech            | Cornouailles |                | 50° 35′ 22″ N, 4° 39′ 01″ O |       |
| Cromlech de Stripple (en)         | Cromlech            | Cornouailles |                | 50° 32′ 49″ N, 4° 37′ 16″ O |       |
| Pierre percée de Tolvan (de)      | Menhir              | Cornouailles |                | 50° 06′ 17″ N, 5° 12′ 32″ O |       |
| Cromlech de Tregeseal East (en)   | Cromlech            | Cornouailles |                | 50° 08′ 01″ N, 5° 39′ 31″ O |       |
| Tombe de Tregiffian (en)          | Entrance grave (en) | Cornouailles |                | 50° 03′ 52″ N, 5° 35′ 30″ O |       |
| Trethevy Quoit (en)               | Dolmen              | Cornouailles |                | 50° 29′ 35″ N, 4° 27′ 19″ O |       |
| Cromlech de Trippet (en)          | Cromlech            | Cornouailles |                | 50° 32′ 41″ N, 4° 38′ 21″ O |       |
| West Lanyon Quoit (en)            | Dolmen              | Cornouailles |                | 50° 08′ 52″ N, 5° 36′ 28″ O |       |
| Zennor Quoit (en)                 | Dolmen              | Cornouailles |                | 50° 11′ 17″ N, 5° 32′ 51″ O |       |